# Agrupación Deportiva A Pinguela
Agrupación Deportiva A Pinguela est un club espagnol de volley-ball fondé en 1987 et basé à Monforte de Lemos, évolue au plus haut niveau national (Superliga).

## Effectifs

### Saison 2012-2013
Entraîneur : Alberto Xosé Rodríguez  Espagne